# Liga Sérvia de Basquetebol de 2024-25
A Temporada da Liga Sérvia de Basquetebol de 2024–25 (em sérvio:  2024–25 Košarkaška liga Srbije) foi a 19ª edição da competição de elite do basquetebol masculino da Sérvia. O Crvena Zvezda é o atual campeão somando 22 títulos desde a época da YUBA (liga iugoslava) e oito no atual formato (todos de maneira consecutiva).
À partir da temporada 2020-21 a liga passou a se chamar pela atual designação "AdmiralBet KLS" em virtude de acordo de patrocínio com naming rights.

## Equipes participantes
Dezesseis equipes disputam a temporada regular em turno e returno totalizando trinta jogos para casa equipe. As duas últimas são rebaixadas para a 2.MLS na temporada seguinte. Como o Spartak venceu a segunda divisão da liga adriática (regional), credenciou-se para disputar a Liga Adriática de 2024-25 e entrando na disputa da KLS já na fase Superliga, desta forma "salvou" o Novi Pazar do rebaixamento na temporada anterior. Juntaram-se à primeira liga também Mladost SP e BKK Radnički oriundos da 2.MLS.
| Clube                     | Localização         | Arena                     | Capacidade |
| ------------------------- | ------------------- | ------------------------- | ---------- |
| BKK Radnički              | Belgrado            | SC Šumice                 | 1 000      |
| Borac Mozzart             | Čačak               | Borac Hall                | 2.000      |
| Crvena zvezda Meridianbet | Belgrado            | Aleksandar Nikolić Hall   | 5.878      |
| Čačak 94 Quantox          | Čačak               | Borac Hall                | 2 000      |
| Dynamic Balkan Bet        | Belgrado            | Dynamic Arena             | 500        |
| FMP Soccerbet             | Železnik            | Železnik Hall             | 3.000      |
| Joker                     | Sombor              | Mostonga Hall             | 1 000      |
| Mega MIS                  | Sremska Mitrovica   | Pinki Hall                | 2.500      |
| Metalac                   | Valjevo             | Valjevo Sports Hall       | 1.500      |
| Mladost Maxbet            | Zemun               | Vizura Sports Center      | 1.500      |
| Mladost SP                | Smederevska Palanka | OŠ Vuk Karadžić           | 500        |
| Novi Pazar                | Novi Pazar          | Pavilhão Esportivo Pendik | 1.600      |
| OKK Beograd               | Belgrado            | SC Šumice                 | 2 000      |
| Partizan Mozzart Bet      | Belgrado            | Aleksandar Nikolić Hall   | 5.878      |
| Sloboda Užice             | Užice               | Parque Veliki             | 2.200      |
| Sloga                     | Kraljevo            | Pavilhão Ribika           | 3 331      |
| Spartak Office Shoes      | Subotica            | Pavilhão Dudova Šuma      | 2 000      |
| SPD Radnički              | Kragujevac          | Jezero Hall               | 3 750      |
| Tamiš                     | Pančevo             | Strelište Sports Hall     | 1.100      |
| Vojvodina MTS             | Novi Sad            | SPC Vojvodina             | 7.022      |
| Vršac MeridianBet         | Vršac               | Millennium Center         | 4.400      |
| Zlatibor Mozzart          | Čajetina            | WAI TAI - STC Zlatibor    | 712        |

fonte: srbijasport.net
|         | Equipes disputando a Primeira divisão da Liga Adriática            |
|         | Equipes disputando a Segunda divisão da Liga Adriática             |
| Aumento | Equipes promovidas na segunda divisão sérvia na temporada anterior |

## Temporada regular

### Tabela de classificação
Classificação extraída de kls.rs podendo ser verificada em srbijasport.net
| Pos. | Clube                 | J  | V / D | P+/P-      | SP   | Pts | Classificação    |
| ---- | --------------------- | -- | ----- | ---------- | ---- | --- | ---------------- |
| 1    | Vršac MeridianBet     | 30 | 25/5  | 2667:57:00 | 231  | 55  | Superliga e ABA2 |
| 2    | Zlatibor Mozzart      | 30 | 21/9  | 2687:04:00 | 243  | 51  | Superliga e ABA2 |
| 3    | Vojvodina MTS         | 30 | 21/9  | 2581:27:00 | 297  | 51  |                  |
| 4    | Sloboda               | 30 | 21/9  | 2575:05:00 | 191  | 51  |                  |
| 5    | Mladost MaxBet        | 30 | 20/10 | 2635:07:00 | 127  | 50  |                  |
| 6    | Joker                 | 30 | 19/11 | 2770:59:00 | 149  | 49  |                  |
| 7    | OKK Beograd           | 30 | 18/12 | 2702:07:00 | 72   | 48  |                  |
| 8    | SPD Radnički          | 30 | 16/14 | 2496:09:00 | -14  | 46  |                  |
| 9    | Dynamic Balkan Bet    | 30 | 14/16 | 2631:49:00 | 20   | 44  |                  |
| 10   | BKK Radnički          | 30 | 13/17 | 2545:27:00 | 17   | 43  |                  |
| 11   | Sloga                 | 30 | 12/18 | 2462:05:00 | -166 | 42  |                  |
| 12   | Tamiš                 | 30 | 11/19 | 2461:41:00 | -142 | 41  |                  |
| 13   | Čačak 94 Quantox      | 30 | 10/20 | 2451:55:00 | -44  | 40  |                  |
| 14   | Metalac               | 30 | 9/21  | 2384:13:00 | -130 | 39  |                  |
| 15   | Mladost SP            | 30 | 9/21  | 2407:50:00 | -205 | 39  | Rebaixados       |
| 16   | Novi Pazar Salamander | 30 | 1/29  | 2277:56:00 | -646 | 31  | Rebaixados       |

### Confrontos
Resultados extraídos de kls.rs podendo ser conferidos em srbijasport.net
| Casa\Visitante        | BKK     | ČAČ     | DYN     | JOK    | MET   | MZE    | MSP    | NOV    | BEO    | SLB   | SLG    | SPD     | TAM    | VOJ    | VRŠ     | ZLA   |
| --------------------- | ------- | ------- | ------- | ------ | ----- | ------ | ------ | ------ | ------ | ----- | ------ | ------- | ------ | ------ | ------- | ----- |
| BKK Radnički          |         | 83-76   | 65-87   | 88-90  | 87-86 | 79-81  | 89-74  | 91-60  | 89-93  | 77-76 | 100-55 | 78-67   | 98-89  | 87-89  | 87-92   | 78-80 |
| Čačak 94 Quantox      | 83-73   |         | 82-72   | 71-72  | 83-74 | 71-78  | 95-70  | 91-72  | 78-91  | 76-89 | 61-66  | 76-79   | 92-98  | 80-99  | 76-77   | 63-72 |
| Dynamic Balkan Bet    | 75-82   | 96-89   |         | 96-95  | 81-82 | 116-91 | 73-90  | 100-85 | 103-88 | 65-84 | 99-76  | 74-87   | 76-80  | 56-75  | 109-80  | 85-95 |
| Joker                 | 93-62   | 107-100 | 106-104 |        | 89-80 | 72-78  | 105-92 | 111-78 | 90-66  | 80-98 | 89-75  | 89-78   | 94-88  | 99-94  | 96-97   | 75-73 |
| Metalac               | 84-82   | 87-70   | 75-85   | 63-76  |       | 84-90  | 91-71  | 77-73  | 89-97  | 79-85 | 76-85  | 61-79   | 96-68  | 67-80  | 81-85   | 76-88 |
| Mladost MaxBet        | 108-110 | 96-95   | 80-77   | 85-100 | 70-80 |        | 82-75  | 89-68  | 85-99  | 70-74 | 89-83  | 103-72  | 110-75 | 86-81  | 59-75   | 96-82 |
| Mladost SP            | 90-84   | 86-93   | 77-76   | 72-89  | 84-72 | 70-91  |        | 104-75 | 73-105 | 71-77 | 72-91  | 79-72   | 73-67  | 64-80  | 85-87   | 88-92 |
| Novi Pazar Salamander | 66-90   | 67-84   | 87-103  | 86-111 | 71-82 | 71-90  | 70-102 |        | 81-102 | 75-97 | 81-95  | 78-84   | 78-69  | 62-81  | 71-90   | 66-97 |
| OKK Beograd           | 97-836  | 98-105  | 99-101  | 99-82  | 86-77 | 79-85  | 95-86  | 111-75 |        | 91-78 | 95-86  | 79-81   | 87-80  | 64-99  | 110-106 | 88-95 |
| Sloboda               | 82-89   | 74-68   | 82-99   | 94-82  | 99-71 | 55-79  | 97-82  | 117-75 | 87-75  |       | 107-76 | 92-87   | 103-81 | 80-72  | 79-67   | 80-73 |
| Sloga                 | 88-84   | 87-77   | 81-90   | 90-87  | 86-80 | 92-105 | 75-85  | 115-75 | 83-79  | 61-75 |        | 82-75   | 78-79  | 80-106 | 73-82   | 76-75 |
| SPD Radnički          | 82-74   | 61-77   | 89-96   | 97-93  | 82-76 | 100-93 | 88-79  | 83-81  | 71-72  | 83-64 | 81-71  |         | 91-84  | 77-69  | 66-91   | 81-84 |
| Tamiš                 | 76-70   | 80-74   | 70-75   | 94-85  | 85-84 | 61-71  | 85-80  | 101-73 | 73-87  | 85-87 | 100-89 | 116-113 |        | 62-69  | 66-79   | 75-89 |
| Vojvodina MTS         | 87-73   | 74-81   | 103-66  | 86-79  | 90-76 | 81-85  | 93-58  | 91-75  | 76-80  | 92-82 | 96-70  | 94-68   | 82-63  |        | 79-65   | 75-87 |
| Vršac MeridianBet     | 100-88  | 80-73   | 97-78   | 101-89 | 88-62 | 94-68  | 89-67  | 105-76 | 103-82 | 89-85 | 89-74  | 92-83   | 77-72  | 91-62  |         | 84-82 |
| Zlatibor Mozzart      | 81-84   | 97-71   | 97-91   | 94-103 | 93-75 | 94-89  | 92-66  | 113-79 | 87-65  | 75-57 | 96-80  | 72-98   | 101-97 | 84-89  | 107-74  |       |

## Superliga

### Oitavas de finais
| Time 1              | Agr.      | Time 2            | 1º Jogo | 2º Jogo  |
| ------------------- | --------- | ----------------- | ------- | -------- |
| Borac Čačak Mozzart | 143 - 162 | Vršac MeridianBet | 91 - 69 | 52 - 93  |
| FMP Soccerbet       | 217 - 151 | Zlatibor Mozzart  | 99 - 82 | 108 - 69 |

### Quartas de finais
| Time 1               | Agr.  | Time 2            | 1º Jogo | 2º Jogo |
| -------------------- | ----- | ----------------- | ------- | ------- |
| Spartak Office Shoes | 2 - 0 | Vršac MeridianBet | 94 - 76 | 84 - 83 |
| FMP Soccerbet        | 2 - 0 | Mega Superbet     | 86 - 81 | 77 - 73 |

### Semifinais
| Time 1                    | Série | Time 2               | 1º Jogo | 2º Jogo | 3º Jogo |
| ------------------------- | ----- | -------------------- | ------- | ------- | ------- |
| Crvena Zvezda Meridianbet | 0 - 2 | Spartak Office Shoes | 81 - 93 | 77 - 93 | -       |
| Partizan Mozzart Bet      | 2 - 1 | FMP Soccerbet        | 84 - 74 | 69 - 78 | 90 - 80 |

### Finais
| Time 1               | Série | Time 2               | 1º Jogo | 2º Jogo | 3º Jogo |
| -------------------- | ----- | -------------------- | ------- | ------- | ------- |
| Partizan Mozzart Bet | 2 - 0 | Spartak Office Shoes | 94 - 74 | 93 - 79 | -       |

### Premiação
| Admiral Bet KLS 2024-25 Campeões |
| -------------------------------- |
| Partizan Mozzart Bet 9º Título   |

## Rebaixamento
- OKK Novi Pazar Salamader[9]
- KK Mladost SP[10]

## Copa Radivoj Korać - Nis 2025

### Confrontos

#### Quartas de final
| Time 1                    | Placar   | Time 2              |
| ------------------------- | -------- | ------------------- |
| Crvena Zvezda Meridianbet | 104 - 70 | Borac Čačak Mozzart |
| Spartak Office Shoes      | 70 - 71  | FMP Soccerbet       |
| Partizan Mozzart Bet      | 85 - 69  | Vojvodina Mts       |
| Mega Basket Superbet      | 89 - 48  | Dunav               |

#### Semifinal
| Time 1                    | Placar  | Time 2               |
| ------------------------- | ------- | -------------------- |
| Crvena Zvezda Meridianbet | 84 - 63 | FMP Soccerbet        |
| Partizan Mozzart Bet      | 83 - 63 | Mega Basket Superbet |

#### Final
| Time 1                    | Placar  | Time 2               |
| ------------------------- | ------- | -------------------- |
| Crvena Zvezda Meridianbet | 89 - 83 | Partizan Mozzart Bet |

### Premiação
| Mozzart Radivoj Korac Cup 2025       |
| ------------------------------------ |
| Crvena Zvezda Meridianbet 11º Título |

MVP do torneio:  Filip Petrušev

## Clubes sérvios em competições internacionais
| Clube         | Competição              | TR | TR | PO | PO |                                                                                 |
| Clube         | Competição              | V  | D  | V  | D  | Resultado                                                                       |
| ------------- | ----------------------- | -- | -- | -- | -- | ------------------------------------------------------------------------------- |
| Crvena zvezda | EuroLiga                | 18 | 16 | -  | -  | Classificado - como 10º colocado na temporada regular                           |
| Crvena zvezda | EuroLiga                | -  | -  | 0  | 1  | Eliminado - na 1ª rodada de Playins contra FC Bayern München (93-97)            |
| Partizan      | EuroLiga                | 16 | 18 | -  | -  | Eliminado - como 12º colocado na temporada regular                              |
| Spartak       | Liga dos Campeões       | 0  | 1  | -  | -  | Eliminado - na fase classificatória para BC Juventus (84-87)                    |
| FMP           | Liga dos Campeões       | 1  | 5  | -  | -  | Eliminado - como 4º colocado no Gr. H da Temporada Regular                      |
| FMP           | Liga Adriática          | 14 | 16 | -  | -  | Eliminados - como 10º colocados na temporada regular                            |
| Partizan      | Liga Adriática          | 26 | 4  | -  | -  | Classificados - como 2º colocados na temporada regular                          |
| Partizan      | Liga Adriática          | -  | -  | 2  | 0  | Classificados - eliminando Spartak (100-75, 82-75) nas quartas de finais        |
| Partizan      | Liga Adriática          | -  | -  | 2  | 1  | Classificado - vencendo o Dubai Basketball (102-72, 95-100, 114-97)             |
| Partizan      | Liga Adriática          | -  | -  |    |    | Em disputa - final contra Budućnost VOLI                                        |
| Crvena zvezda | Liga Adriática          | 23 | 7  | -  | -  | Classificados - como 4º colocados na temporada regular                          |
| Crvena zvezda | Liga Adriática          | -  | -  | 2  | 0  | Classificados - eliminando Igokea (87-77, 95-90)                                |
| Crvena zvezda | Liga Adriática          | -  | -  | 1  | 2  | Eliminado - derrotado por Budućnost VOLI (70-104, 100-81, 78-81) nas semifinais |
| Mega          | Liga Adriática          | 16 | 14 | -  | -  | Classificados - como 8º colocados na temporada regular                          |
| Mega          | Liga Adriática          | -  | -  | 0  | 2  | Eliminados - derrotados por Budućnost VOLI (80-96, 87-92)                       |
| Borac Čačak   | Liga Adriática          | 10 | 20 | -  | -  | Eliminados - como 12º colocados na temporada regular                            |
| Spartak       | Liga Adriática          | 17 | 13 | -  | -  | Classificados - como 7º colocados na temporada regular                          |
| Spartak       | Liga Adriática          | -  | -  | 0  | 2  | Eliminados - derrotados para Partizan (75-100, 75-82)                           |
| Vojvodina     | Liga Adriática (2ª div) | 5  | 1  | -  | -  | Classificado - como 1º colocado no Gr. A da Temporada Regular                   |
| Vojvodina     | Liga Adriática (2ª div) | 4  | 2  | -  | -  | Classificado - como 1º colocado no Gr. E do Top 8                               |
| Vojvodina     | Liga Adriática (2ª div) | -  | -  | 0  | 2  | Eliminados - derrotados por KK Bosna nas semifinais (91-92, 66-75)              |
| Zlatibor      | Liga Adriática (2ª div) | 4  | 2  | -  | -  | Classificado - como 2º colocado no Gr. D da Temporada Regular                   |
| Zlatibor      | Liga Adriática (2ª div) | 5  | 1  | -  | -  | Classificado - como 1º colocado no Gr. F do Top 8                               |
| Zlatibor      | Liga Adriática (2ª div) | -  | -  | 0  | 1  | Eliminados - derrotados por KD Ilirija nas semifinais (82-90, 59-87)            |
| Joker         | Liga Adriática (2ª div) | 0  | 0  | -  | -  | Desistiu                                                                        |